# Deng Xian
Deng Xian (? - 213) Général chinois sous le seigneur de guerre Liu Zhang lors de la fin de la dynastie Han en Chine antique. 
Avec d’autres généraux, il est envoyé à Luoxian afin de défendre la ville contre Liu Bei. En chemin, ils visitent un ermite dans les montagnes Soyeuses portant le nom taoïste de « Super humain du vide obscur » et lui demandent de leur dire l’avenir. Une fois arrivés à Luoxian, Deng Xian et Leng Bao établissent deux camps hors de la ville. 
Lorsque Wei Yan vient attaquer le camp de Leng Bao, Deng Xian lui prête assistance. Leurs forces ont alors le dessus sur celles de Wei Yan et lorsque Deng Xian s’élance pour donner le coup fatal à ce dernier, il est tué d’une flèche tirée par Huang Zhong.